# 喬治敦 (麻薩諸塞州)
喬治敦（英語：Georgetown）是一個位於美國麻薩諸塞州艾塞克斯縣的鎮。

## 人口
根據2020年美國人口普查的數據，喬治敦的面積為34.10平方千米，當中陸地面積為33.30平方千米，而水域面積為0.80平方千米。當地共有人口8470人，而人口密度為每平方千米248人。